# N2102V
FOMA N2102V（フォーマ・エヌ に いち ぜろ にー ブイ）は、日本電気・NEC によって開発された、NTTドコモの第三世代携帯電話「FOMA」端末である。

## 概要
2003年7月の発売当時、FOMA端末の中で最小サイズのテレビ電話対応端末として、そしてFOMA端末史上初の「サブディスプレイにカラー液晶が採用」されたモデルとしてNECから発売された。内蔵ソフトウェアは先代のN2701(FOMAモード時)とほぼ同一で、セルフモード設定時の暗証番号入力が省略された点と、テレビ電話機能が追加されたのみとなっている。
このN2102Vでは、サブカメラを搭載していた先代のN2701、先々代のN2051では実現できなかったテレビ電話機能を、RAMの増量やテレビ電話機能をソフトウェア処理に変更したことにより実装を果たした。メインカメラは先代のN2701に搭載されていた31万画素CMOSから32万画素CMOSへと、若干ではあるが画素数が向上している。なお、N2701で実装されていたサブカメラ部のフォトライトは、N2102Vでは搭載されなかった。
ニューロポインターはN2051・N2701から継承された。
またNシリーズとしてはこのN2102Vから、FOMA端末向けのSSLクライアント認証サービス「FirstPass」のサポートが開始された。
音声コーデックも、テレビ電話対応の同世代端末であるF2102Vと同様にAAC方式にも対応し、音質向上が図られている。
ボタン操作部の照明には緑色のLEDが採用されている。シルバー/ブラック と ブルーでは文字照光、ライトシルバーでは面照光となっている。(カラーリングごとにボタン部の意匠・照光方法を差別化する設計は先々代のN2051を引き継いだ)
N2051・N2701に続いて、N2102Vもニューロポインターが搭載されている。
なお、当機種も先々代のN2051や先代のN2701と同様に着信メロディの自作が可能な機種である。
電池パックは、N2051からの伝統となっているリアカバーと一体型となっており、N2102V以外に互換性を持たないN05が新規設計の上でオプション設定された。(卓上ホルダ用の金属接点はN2051・N2701同様に電池パックに内蔵されている)
(以下はカラー別の品番である)
- シルバー/ブラック［AAN29079］
- ライトシルバー［AAN29082］
- ブルー［AAN29095］

卓上ホルダについても、新たにN03(AAN39070)が新規設計のうえオプション設定された。なお、N2051・N2701用の卓上ホルダ N02(AAN39041)は電池パックに設置された金属接点の位置が異なることから流用できない。

## 内蔵 iアプリ
(以下は新規購入時に内蔵されているアプリの一覧である)
- ZONE BALANCE (カジノを連想させる背景をバックにカードゲームを楽しめる)
- フォ撮ってカレンダー (撮影した写真をカレンダー画面の背景・スクリーンセーバーとして利用することができる)

(詳細についてはNECワイワイもばいる内の内蔵アプリ紹介ページを参照されたい)

## 内蔵メロディ
1. Axel F
2. Over The Rainbow
3. 四季 (春)
4. アイネ・クライネ・ナハトムジーク
5. 威風堂々
6. トロイメライ
7. サマータイム
8. 皇帝
9. 夜想曲

## 内蔵効果音
1. 黒電話
2. You've got mail
3. Calling (注：黒電話にボイスが入ったもの)
4. ファンファーレ
5. カーレース
6. キラキラ
7. トホホ
8. ひよこ (この効果音は後継のN706ie・N-05Aなどに引き継がれた)

## 歴史
- 2003年7月18日 - 発売開始
- 2003年5月28日 - N2051・P2102V・N2701と共に、8桁を超える計算をした場合に間違った計算結果が表示される電卓機能のバグが発見され、機種交換の対応が行われた。
- 2003年8月20日 - N2051・P2102V・N2701と併せて、クリアキーを使った場合に間違った計算結果が表示される電卓機能のバグが発見された。

- 2010年3月31日 - 電池パックの提供終了

## 不具合
- 2003年5月28日 - N2051・P2102V・N2701と共に、8桁を超える計算をした場合に間違った計算結果が表示される電卓機能のバグが発見され、機種交換の対応が行われた。
- 2003年8月20日 - N2051・P2102V・N2701・N2102Vと併せて、クリアキーを使った場合に間違った計算結果が表示される電卓機能のバグが発見された。